# Хункар-беєнди
Хункар беєнди або просто беєнди (тур. Hünkar bəyəndi) — страва турецької кухні з копченого баклажана, приправленого спеціями. 

## Приготування
Баклажани печуть на грилі, знімають шкірку, змішують з молоком, топленим маслом, сиром та смаженим борошном. Подають зі шматками баранини, що викладають поверх баклажанного пюре.

## Джерело
- Rich lamb stew with aubergine purée (Hunkar begendi) // bbc.com